# Enagure
Enagure (mongoliska: Энагурэ) är en volleybollklubb från Ulan Bator, Mongoliet. Klubben grundades 2007 och har sedan dess dominerat mongolisk damvolleyboll med många vunna mongoliska mästerskap.